# Société scientifique Chevtchenko
La Société scientifique Chevtchenko est une société ukrainienne consacrée à la promotion de la recherche intellectuelle et à la publication. Elle fut fondée en 1873 à Lviv (Lemberg), autrefois la capitale de la province autrichienne de Galicie, sous le premier nom de Société Chevtchenko, du nom de Taras Chevtchenko qui fut poète, peintre, et écrivain ukrainien. Elle prit son nom complet  (Société Scientifique Chevtchenko) en 1893. Elle fut alors transformée en une institution intellectuelle et son périodique commença d'être publié.
La société promut une littérature consacrée à la langue ukrainienne, permettant ainsi la publication d'œuvres dans cette langue autrefois interdite en Ukraine, alors sous domination russe. Dès le départ, la Société scientifique Chevtchenko attira des soutiens financiers d'hommes d'affaires et d'intellectuels ukrainiens.

## Historique
Sous la présidence de l'historien Mykhaïlo Hrouchevsky, grâce notamment à ses contributions, la Société scientifique Chevtchenko prend un essor fulgurant et connaît des activités dans les sciences physiques, les lois et la médecine. Cette institution devient par la suite influente des deux côtés de la frontière russo-autrichienne, elle avait son siège au Palais Lubomirski où elle éditait le journal littéraire et scientifique. Pendant cette période, un de ses donateurs les plus prolifiques fut le poète, folkloriste et historien littéraire Ivan Franko. En 1914, on compta des centaines de volumes de recherche. Elle a compté parmi ses membres Albert Einstein et Max Planck ainsi que le scientifique ukrainien Alexandre Choulguine, ministre plénipotentiaire et futur ambassadeur de l'Ukraine lors de la Conférence de la paix de Paris en 1919. 
La Première Guerre mondiale interrompit les activités de la société et à la fin de la guerre, la Galicie incluant Lviv, fut incorporée à la nouvelle République polonaise. La Société scientifique Chevtchenko perdit ses subventions gouvernementales, mais réussit à continuer dans une existence précaire. Ses contributeurs les plus importants, à ce moment, furent les historiens Vassyl Chtchourat, Kyrylo Studynsky et Ivan Krypiakevytch. Au cours de cette période, un des projets les plus importants de la société fut la publication de la première encyclopédie alphabétique générale en langue ukrainienne.
En 1939, l'occupation de Lviv par les Soviétiques entraîna la dissolution de la société. Beaucoup de ses membres ont été arrêtés, exilés au Goulag, ou exécutés. Plus tard, durant l'occupation allemande, la Société scientifique Chevtchenko fonctionna par intermittence. Cette institution migra par la suite à Munich puis Paris et d'autres branches se fondèrent à New York, Toronto et en Australie en 1950.
Avec le retour de l'Ukraine à l'indépendance, la société fut remise en fonction à Lviv en 1989 et entreprit de nouvelles recherches et divers programmes de publication. Il existe désormais plusieurs branches de la Société scientifique Chevtchenko à travers l'Ukraine. Il existe en France, à Sarcelles, un institut de la société dont Arkady Joukovsky a été le président.